# Bob Such

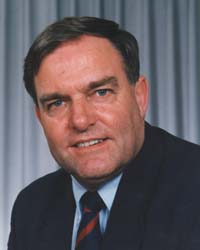
Bob Such

Hon. Robert „Bob“ Bruce Such (* 2. Juni 1944 in Hawthorndene, South Australia; † 11. Oktober 2014 in Daw Park, South Australia) war ein australischer Politiker der Liberal Party sowie seit 2000 Parteiloser, der von 1989 bis zu seinem Tode 2014 Mitglied sowie zwischen 2005 und 2006 für 356 Tage Sprecher des South Australian House of Assembly war.

## Leben

### Lehrer, Mitglied derSouth Australian House of Assemblyund Minister

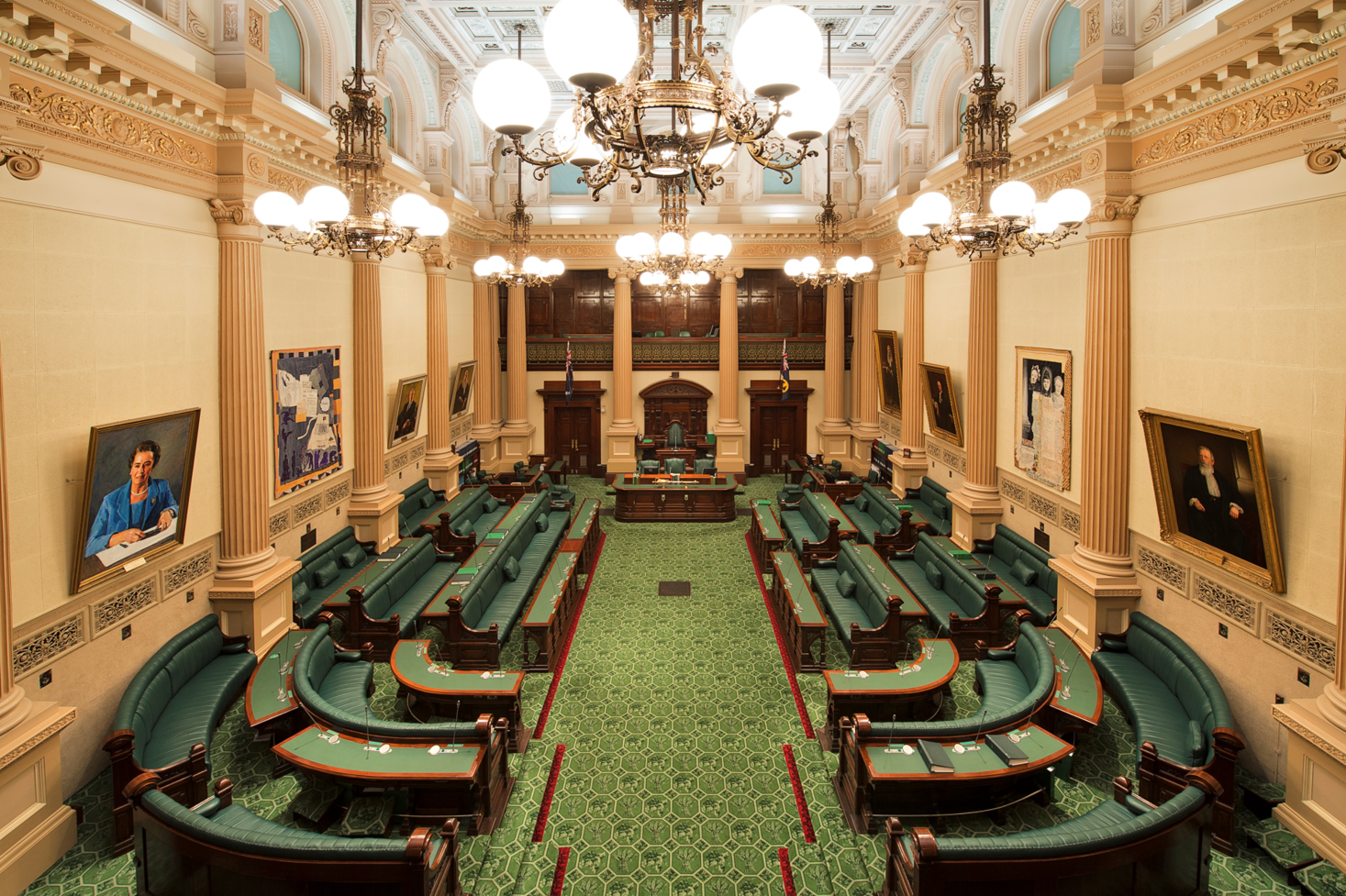
Such war von 1989 bis zu seinem Tode 2014 Mitglied sowie zwischen 2005 und 2006 für 356 Tage Sprecher des South Australian House of Assembly, des Unterhauses des Parlaments.

Robert „Bob“ Bruce Such absolvierte nach dem Besuch der Coromandel Valley Primary School und der Goodwood Boys Technical High School zunächst ein grundständiges Studium an der Flinders University, welches er mit einem Bachelor of Arts (BA) beendete. Er erwarb ferner ein Lehramts-Diplom (Diploma of Teaching) an der University of South Australia (UniSA) sowie ein Diplom der Fachrichtung Pädagogik an der University of Adelaide. Darüber hinaus schloss er eine Promotion zum Doctor of Philosophy (Ph.D.) an der Flinders University ab. Er war als Lehrer sowie als Dozent und Forschungswissenschaftler in den Bereichen Politik-, Wirtschafts- und Umweltwissenschaften tätig und engagierte sich des Weiteren als Friedensrichter (Justice of the Peace).
Bei der Wahl am 25. November 1989 wurde Such für die Liberal Party im Wahlkreis Fisher erstmals zum Mitglied des South Australian House of Assembly gewählt, des Unterhauses des Parlaments von South Australia, und konnte sich dabei gegen den bisherigen Wahlkreisinhaber Philip Tyler von der Australian Labor Party (ALP) durchsetzen. Er vertrat diesen Wahlkreis bis zu seinem Tode am 11. Oktober 2014, wobei er nach seinem Austritt aus der Liberal Party am 11. Oktober 2000 der Legislativversammlung als parteiloser Liberaler (Independent Liberal) angehörte. Bei der nach seinem Tode erforderlich Nachwahl (By-election) im Wahlkreis Fisher wurde am 16. Dezember 2014 Nat Cook von der ALP zur neuen Abgeordneten gewählt.
Nach dem Wahlsieg der Liberalen Partei am 11. Dezember 1993 wurde Bob Such in die Regierung von Premier Dean Brown berufen und bekleidete in dieser vom 14. Dezember 1993 bis zum 28. November 1996 die Ämter als Jugendminister (Minister for Youth Affairs) sowie als Minister für Beschäftigung, Ausbildung und Weiterbildung (Minister for Employment, Training and Further Education). Die Ämter als Jugendminister und Minister für Beschäftigung, Ausbildung und Weiterbildung hatte er zwischen dem 28. November und dem 12. Dezember 1996 auch noch kurzzeitig im Kabinett von Premier John Olsen inne. Am 24. Oktober 1997 wurde ihm der Höflichkeitstitel The Honourable verliehen. Nach seinem Ausscheiden aus der Regierung war er unter anderem zwischen dem 2. Dezember 1997 und dem 15. Januar 2002 Mitglied des Wirtschafts- und Finanzausschusses der Legislativversammlung.

### Stellvertretender Sprecher und Sprecher desSouth Australian House of Assembly

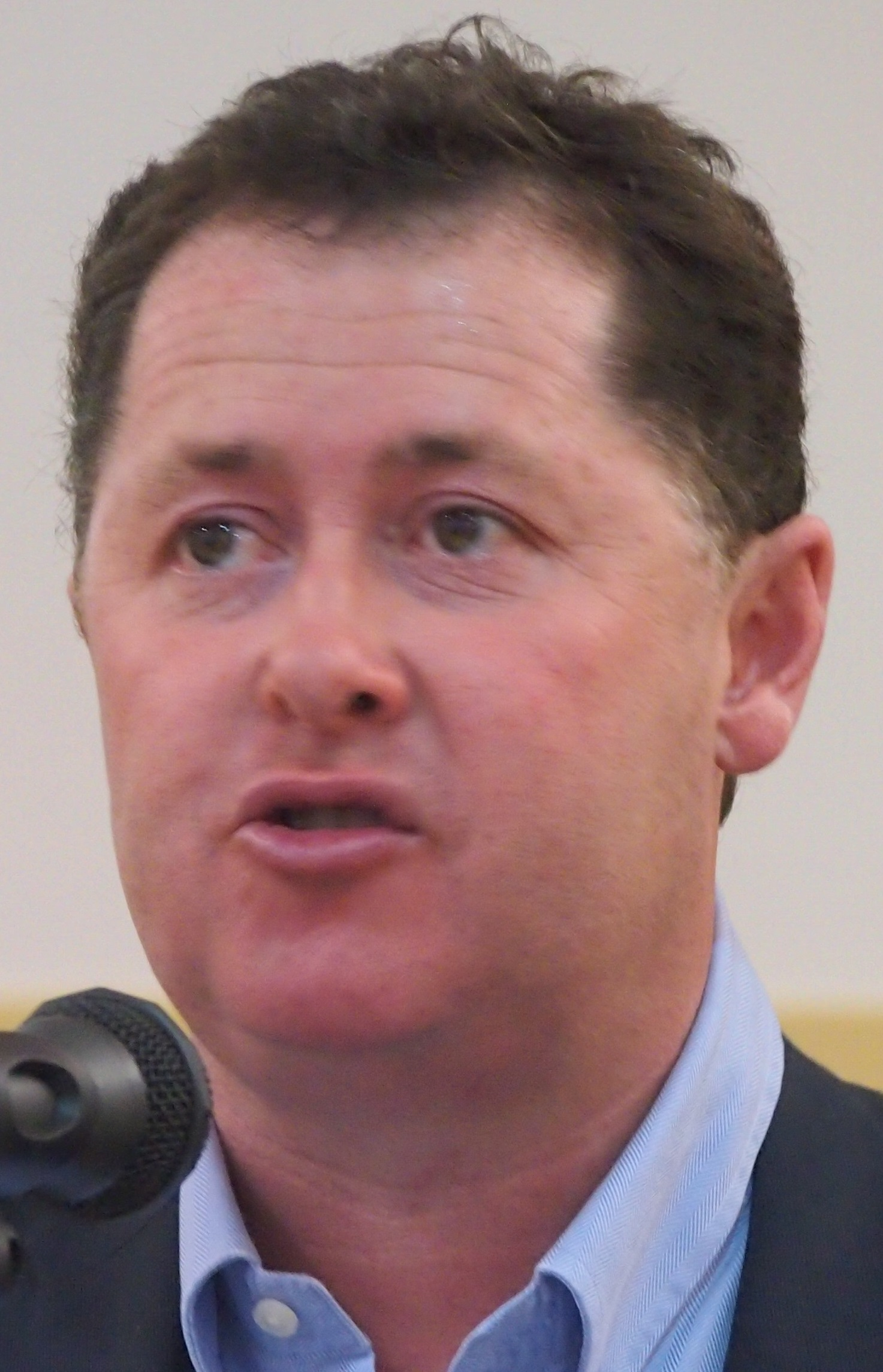
Jack Snelling wurde 2006 der Nachfolger von Bob Such als Speaker of the South Australian House of Assembly.

Nach der Wahl am 9. Februar 2002 wurde Bob Such als Nachfolger von David Wotton auf der konstituierenden Sitzung der 50. Legislativversammlung am 5. März 2002 als Deputy Speaker and Chairman of Committees zum stellvertretenden Sprecher und Vorsitzenden der Ausschüsse der Legislativversammlung und damit zum Stellvertreter von Sprecher Peter Lewis gewählt. Während dieser Zeit war er darüber hinaus zwischen dem 17. Juli 2003 und dem 17. März 2006 Mitglied des Gemeinsamen Ausschusses für einen Verhaltenskodex für Parlamentsmitglieder, vom 4. Dezember 2003 bis zum 20. Februar 2006 des Sonderausschusses für das Jugendgerichtssystem sowie zwischen dem 30. Juni 2004 und dem 20. Februar 2006 außerdem des Sonderausschusses für Krankenpflegeausbildung und -fortbildung.
Nachdem Sprecher Peter Lewis am 4. April 2005 vor einem möglichen Misstrauensvotum zurücktrat, wurde Such als bisheriger Stellvertreter zum Sprecher des House of Assembly gewählt und bekleidete dieses Amt bis zum Ende der Legislaturperiode am 26. März 2006, woraufhin Jack Snelling von der Australian Labor Party auf der konstituierenden Sitzung des 51. Parlaments am 27. April 2006 zum neuen Sprecher gewählt wurde. Als Sprecher war er außerdem zwischen dem 4. April 2005 und dem 26. April 2006 Mitglied des Geschäftsordnungsausschusses sowie vom 4. April bis zum 8. Dezember 2005 auch noch Mitglied des Gemeinsamen Ausschusses für parlamentarische Dienste. In der 51. Legislaturperiode fungierte er zwischen dem 27. April 2006 und dem 5. Mai 2010 als Mitglied des Ausschusses für Umwelt, Ressourcen und Entwicklung sowie im Anschluss in der 52. Legislaturperiode vom 30. Juni 2010 und dem 6. März 2014 als Mitglied des Ausschusses für soziale Entwicklung. Daneben war er vom 29. November 2012 bis zu seinem Tode am 11. Oktober 2014 Mitglied des Ausschusses für gesetzliche Amtsträger sowie zwischen dem 24. Juli und dem 27. November 2013 noch kurzzeitig eines Sonderausschusses zum Thema Asoziales und kriminelles Verhalten.

## Hintergrundliteratur
- Parliament of South Australia: Statistical Record of the Legislature 1836–2007 (Memento vom 11. März 2019 im Internet Archive)
- Robert Martin: Responsible Government in South Australia, Band 2, Wakefield Press, 2009, ISBN 978-1-86254-844-2, S. 83 f. (Onlineversion (Auszug))

## Weblink
- Hon Dr Bob Such. In: Parlament von South Australia. Abgerufen am 1. April 2024 (englisch).